# National Invitation Tournament 1989
Il National Invitation Tournament 1989 è stata la 52ª edizione del torneo. La final four è stata giocata al Madison Square Garden di New York. Ha vinto il titolo la St. John's University, allenata da Lou Carnesecca. Miglior giocatore del torneo è stato eletto Jayson Williams.
| Campione NIT 1989              |
| ------------------------------ |
| St. John's Red Storm 5º titolo |

## Squadra vincitrice
|  | Naz.                   | Ruolo | Sportivo          |  | Alt. |  |  |
|  | ---------------------- | ----- | ----------------- |  | ---- |  |  |
|  | Stati Uniti (bandiera) | G     | Darrell Aiken     |  | 183  |  |  |
|  | Stati Uniti (bandiera) | G     | Matt Brust        |  | 196  |  |  |
|  | Stati Uniti (bandiera) | G     | Jason Buchanan    |  | 188  |  |  |
|  | Stati Uniti (bandiera) | G     | Kevin Fitzpatrick |  | 185  |  |  |
|  | Stati Uniti (bandiera) | A     | Barry Milhaven    |  | 196  |  |  |
|  | Stati Uniti (bandiera) | G     | Terence Mullin    |  | 185  |  |  |
|  | Stati Uniti (bandiera) | C     | Sean Muto         |  | 211  |  |  |
|  | Stati Uniti (bandiera) | A     | Malik Sealy       |  | 203  |  |  |
|  | Stati Uniti (bandiera) | A     | Billy Singleton   |  | 201  |  |  |
|  | Stati Uniti (bandiera) | C     | Robert Werdann    |  | 211  |  |  |
|  | Stati Uniti (bandiera) | A     | Jayson Williams   |  | 206  |  |  |

- Allenatore: Lou Carnesecca